# Niecy Nash
Carol Denise "Niecy" Nash, född Ensley den 23 februari 1970 i Compton i Kalifornien, är en amerikansk komiker, skådespelare och programledare.
Nash var programledare för Clean House på Style Network från 2003 till 2010, vilket hon vann en Emmy Award för år 2010. Som skådespelare har hon bland annat medverkat i Reno 911! 2003–2009, Getting On 2013–2015, The Soul Man 2012–2016 och Scream Queens 2015–2016. För sin insats i Getting On nominerades hon till en Emmy Award vid två tillfällen. Sedan 2017 spelar Nash huvudrollen i dramakomedin Claws. På film har Niecy Nash bland annat gestaltat medborgarrättsaktivisten Richie Jean Jackson i Ava DuVernays film Selma (2014).

## Filmografi i urval
- 2000 – Änglarnas stad (TV-serie)
- 2003 – Kid Notorious (TV-serie) (röst)
- 2003–2010 – Clean House (TV-serie) (programledare)
- 2003–2009 – Reno 911! (TV-serie)
- 2007–2009 – Slacker Cats (TV-serie)
- 2008 – Do Not Disturb (TV-serie)
- 2012–2016 – The Soul Man (TV-serie)
- 2013–2015 – Getting On (TV-serie) (18 avsnitt)
- 2014 – The Mindy Project (TV-serie)
- 2014 – Selma
- 2015 – Masters of Sex (TV-serie)
- 2015–2016 – Scream Queens (TV-serie)
- 2017 – Downsizing
- 2017–2018 – Claws (TV-serie)
- 2019 – Central Park Five (TV-serie)
- 2020 – Mrs. America (TV-serie)
- 2020 – Never Have I Ever (TV-serie)